# Bulbophyllum patens
Bulbophyllum patens är en orkidéart som beskrevs av George King och Joseph Dalton Hooker. Bulbophyllum patens ingår i släktet Bulbophyllum och familjen orkidéer. Inga underarter finns listade i Catalogue of Life.